# Divlja mrkva
Divlja mrkva (lat. Daucus carota) je dvogodišnja biljka iz porodice štitarki. Povrtna biljka (Daucus carota L. ssp. sativus) ima nekoliko narodnih naziva merlin, korijen, žuta repa, mrkvač.

## Opis biljke
Divlji oblik mrkve (Daucus carota L. ssp. carota) ima vretenast, bijel i žilav korijen iz kojeg izbija grubo dlakava do 1 metar visoka i razgranjena stabljika. Cvjetovi su pretežno dvospolni, bijelih, ružičastih ili žućkastih jajastih latica, skupljeni u sastavljeni štitac. U sredini cvata nalazi se tamna mrlja od tamnoljubičastih cvjetova. Plod je kalavac. Korijen je najbolji za jelo u prvoj godini, u drugoj godini, kad izraste stabljika, korijen postaje drvenast.

## Povijest i rasprostranjenost
Rod obuhvaća oko 60 vrsta, a najpoznatija je povrtna narančasta ili žuta mrkva, dvogodišnje povrće s više podvrsta i varijeteta, podrijetlom iz Azije.
Divlja mrkva u Hrvatskoj raste u više oblika, a vrlo je rasprostranjena po livadama i poljima, uz puteve, obale rijeka, na svjetlijim mjestima u šumama.

## Ljekovito djelovanje
U Starom vijeku mrkva je bila korištena kao ljekovita biljka, i najčešće se koristio vretenasto zadebljenje vrsta koje su bile crvene ili žućkaste boje: ovi korijeni sadržavaju znatne količine vitamina A, B, i C te raznih minerala. Mrkve još sadrže: alkaloide, eterična ulja, masna ulja, organske kiseline. Listovi mrkve sadrže manita, daucina, eterična ulja i pirolidina. Ovo povrće osnažuje psihu, sprječava bolesti srca, karcinom, makularnu degeneraciju i pomaže u kontroli dijabetesa.

## Podvrste
- Daucus carota subsp. azoricus Franco
- Daucus carota subsp. boissieri (Schweinf.) Hosni; status nije riješen
- Daucus carota subsp. commutatus (Paol.) Thell.
- Daucus carota subsp. drepanensis (Arcang.) Heywood
- Daucus carota subsp. fontanesii Thell.
- Daucus carota subsp. gadecaei (Rouy & E.G.Camus) Heywood
- Daucus carota subsp. gummifer (Syme) Hook.f.
- Daucus carota subsp. halophilus (Brot.) A.Pujadas
- Daucus carota subsp. hispanicus (Gouan) Thell.
- Daucus carota subsp. majoricus A.Pujadas
- Daucus carota subsp. maritimus (Lam.) Batt.
- Daucus carota subsp. maximus (Desf.) Ball
- Daucus carota subsp. rupestris (Guss.) Heywood
- Daucus carota subsp. sativus (Hoffm.) Arcang.

### Sinonimi
- Daucus carota var. acaulis (Bréb.) P.D.Sell
- Daucus carota subsp. bocconei (Guss.) Bonnier
- Daucus carota var. boissieri Schweinf.
- Daucus carota var. brachycaulos Reduron
- Daucus carota var. brachycentrus Maire
- Daucus carota f. carota
- Daucus carota var. carota
- Daucus carota var. commutatus Paol.
- Daucus carota subsp. dentatus (Bertol.) Fiori
- Daucus carota f. epurpuratus Farw.
- Daucus carota var. excelsus Maire
- Daucus carota f. fischeri Moldenke
- Daucus carota var. fontanesii (Thell.) Reduron
- Daucus carota f. goodmanii Moldenke
- Daucus carota var. gummifer Syme
- Daucus carota var. herculeus (Pau) Maire
- Daucus carota var. hipponensis Maire
- Daucus carota subsp. hispidus Masclef
- Daucus carota var. intermedius (Corb.) Reduron & Lambinon
- Daucus carota subsp. intermedius (Corb.) Reduron & Lambinon
- Daucus carota var. linearis Reduron
- Daucus carota var. maritimus (Lam.) Steud.
- Daucus carota var. mauritanicus (L.) Spreng.
- Daucus carota subsp. parviflorus (Desf.) Thell.
- Daucus carota var. petroselinifolius Alleiz.
- Daucus carota var. pseudocarota (Rouy & E.G.Camus) Reduron
- Daucus carota f. roseus Millsp.
- Daucus carota f. roseus Farw.
- Daucus carota var. serotinus (Pomel) Batt.
- Daucus carota var. serratus (Moris) Lange
- Daucus carota subsp. siculus (Tineo) Maire
- Daucus carota var. tenuiflorus Alleiz.
- Daucus carota var. tenuisectus (Degen ex Palyi) Reduron[3]